# Menjamel marbrenc
El menjamel marbrenc (Pycnopygius cinereus) és un ocell de la família dels melifàgids (Meliphagidae).

## Hàbitat i distribució
Habita boscos i vegetació secundària de les muntanyes de Nova Guinea.